# Центральний фонд будівельних норм
Центра́льний фо́нд будіве́льних но́рм формується з будівельних норм, що встановлюють обов'язкові вимоги у сфері нормування у будівництві, для багаторазового використання державними органами, а також підприємствами, установами, організаціями і громадянами.
Положення про центральний фонд будівельних норм затверджується центральним органом виконавчої влади з питань будівництва та архітектури. Фонди відомчих і територіальних будівельних норм діють на підставі положень, затверджених відповідними суб'єктами нормування.